# Zeche Herzkamp
Die Zeche Herzkamp in der Herzkämper Mulde in Sprockhövel-Herzkamp ist ein ehemaliges Steinkohlenbergwerk. Die Zeche war auch unter den Namen Zeche Hertzkamp und Zeche Hertz Kamper Banck bekannt. Obwohl diese lange Zeit bestand, wird nur wenig über die Zeche Herzkamp berichtet.

## Bergwerksgeschichte
Bereits am 24. März des Jahres 1698 erfolgte am Siepen die Generalbelehnung, jedoch ging die Zeche erst im Jahr 1739 in Betrieb. In den Jahren 1754 und 1755 wurde mit fünf Bergleuten der „Tiefe Stolln“ vorgetrieben. Im Laufe des Jahres 1755 wurde der Betrieb wieder eingestellt. Gemäß den Aufzeichnungen des Amtes Wetter war im Jahr 1755 Caspar Diedrich von der Mühlen als Schichtmeister auf dem Bergwerk tätig. Gewerke waren Sieper und Mühler. In den Unterlagen war vermerkt: 

„....die Zeche liegt aber stille, und warten auf den tiefen Stollen...“

In den Jahren 1758 und 1759 waren die Felder Hertzkamp 1 bis 3 in Betrieb. Im Jahr 1766 war die Felder Hertzkamp 1 und 2 in Betrieb und im Jahr 1769 war nur das Feld Hertzkamp No. 1 in Betrieb. Im Jahr 1775 werden die beiden Grubenfelder Hertzkamp im Westen und Hertzkamp im Osten in den Unterlagen als eigenständige getrennte Betriebe aufgezählt. Im Jahr 1784 wurde in einem Flöz über dem Christsieper Stollen Steinkohle abgebaut. Das Flöz wurde später der Zeche Mühlerbank zugeschlagen. Für die Jahre 1861 und 1862 werden die Felder Hertzkamp ins Westen und Hertzkamp ins Osten in den Unterlagen als in Betrieb befindlich erwähnt. Danach fehlen jegliche Angaben über die Zeche Herzkamp.